# Ľudovít Komadel
Ľudovít Komadel (1. listopadu 1927 Piešťany, Československo – 1. září 2022) byl československý plavec a olympionik.

## Život
Začínal v klubu Kúpele Pieštany. V roce 1945 vyrovnal světový rekord v plavání na 400 metrů prsa.

### Olympijské hry
V roce 1952 se zúčastnil letních olympijských her v Helsinkách, kde se v závodě 200 metrů prsa probojoval až do finále a umístil se na 8. místě. Na olympijských hrách v Ciudad de Mexico působil jako lékař československé výpravy.

### Konec aktivní kariéry
Po ukončení kariéry byl členem exekutivy Mezinárodní federace sportovní medicíny (FIMS), členem exekutivy a předsedou lékařské komise Mezinárodní federace univerzitního sportu (FISU) a předsedou lékařské komise Slovenského olympijského výboru (SOV). Napsal také řadu publikací zabývající se tělovýchovou a zdravovědou.

## Ocenění
V roce 1992 získal od mezinárodního olympijského výboru Olympijský řád ve stříbře.